# Vernon County, Missouri
Vernon County är ett administrativt område i delstaten Missouri, USA, med 21 159 invånare. Den administrativa huvudorten (county seat) är Nevada. 

## Geografi
Enligt United States Census Bureau har countyt en total area på 2 168 km². 2 160 km² av den arean är land och 8 km² är vatten.    

### Angränsande countyn
- Bates County - norr
- St. Clair County - nordost
- Cedar County - öst
- Barton County - söder
- Crawford County, Kansas - sydväst
- Bourbon County, Kansas - väst
- Linn County, Kansas - nordväst